# Muzeum Ognia w Żorach
Muzeum Ognia w Żorach – muzeum z siedzibą w Żorach. Inwestorem i zarządcą obiektu jest miejska spółka Nowe Miasto Sp. z o.o., a budynek powstał przy udziale środków z Regionalnego Programu Operacyjnego Województwa Śląskiego.
Gmach muzeum został zaprojektowany przez Barbarę i Oskara Grąbczewskich, a jego budowa była prowadzona w latach 2009–2014. Budynek ma kształt płomienia. Multimedialna ekspozycja muzeum została stworzona przez firmę Adventure Multimedialne Muzea (twórcę m.in. wystaw w Muzeum Browaru Żywiec oraz Nowym Muzeum Śląskim w Katowicach). Oficjalne otwarcie placówki miało miejsce 3 grudnia 2014 roku.
Muzealna ekspozycja zlokalizowana jest na parterze oraz w podziemiach budynku i podzielona na pięć stref tematycznych:
- Okiełznanie żywiołu,
- Przez antyk i wieki średnie,
- Pali się,
- Obszar duchowości,
- Mędrca szkiełko i oko.

Ukazuje ona dzieje związków ludzkości z ogniem, jego niszczycielską siłę oraz metody walki z pożarami, wpływ ognia na duchowość oraz kulturę oraz jego fizyczne aspekty. Wśród atrakcji znajdują się m.in. rekonstrukcja prehistorycznej jaskini, „ściana ognia”, „ognista szafa grająca” oraz szereg doświadczeń do wykonania przez zwiedzających (zwiedzający mogą m.in. rozpalić wirtualny ogień olimpijski, ugasić pożar, posłuchać „ognistych” piosenek, czy sprawdzić ciepłotę własnego ciała). Zwiedzanie poprzedzone jest projekcją filmu pt. „Śladami ognia” w reżyserii Andrzeja Celińskiego. Natomiast maskotką muzeum jest Żorek.
Muzeum jest czynne codziennie z wyjątkiem poniedziałków. Wstęp jest płatny.
Od 2025 roku kierownikiem placówki jest Paweł Kosiorek.

## Galeria

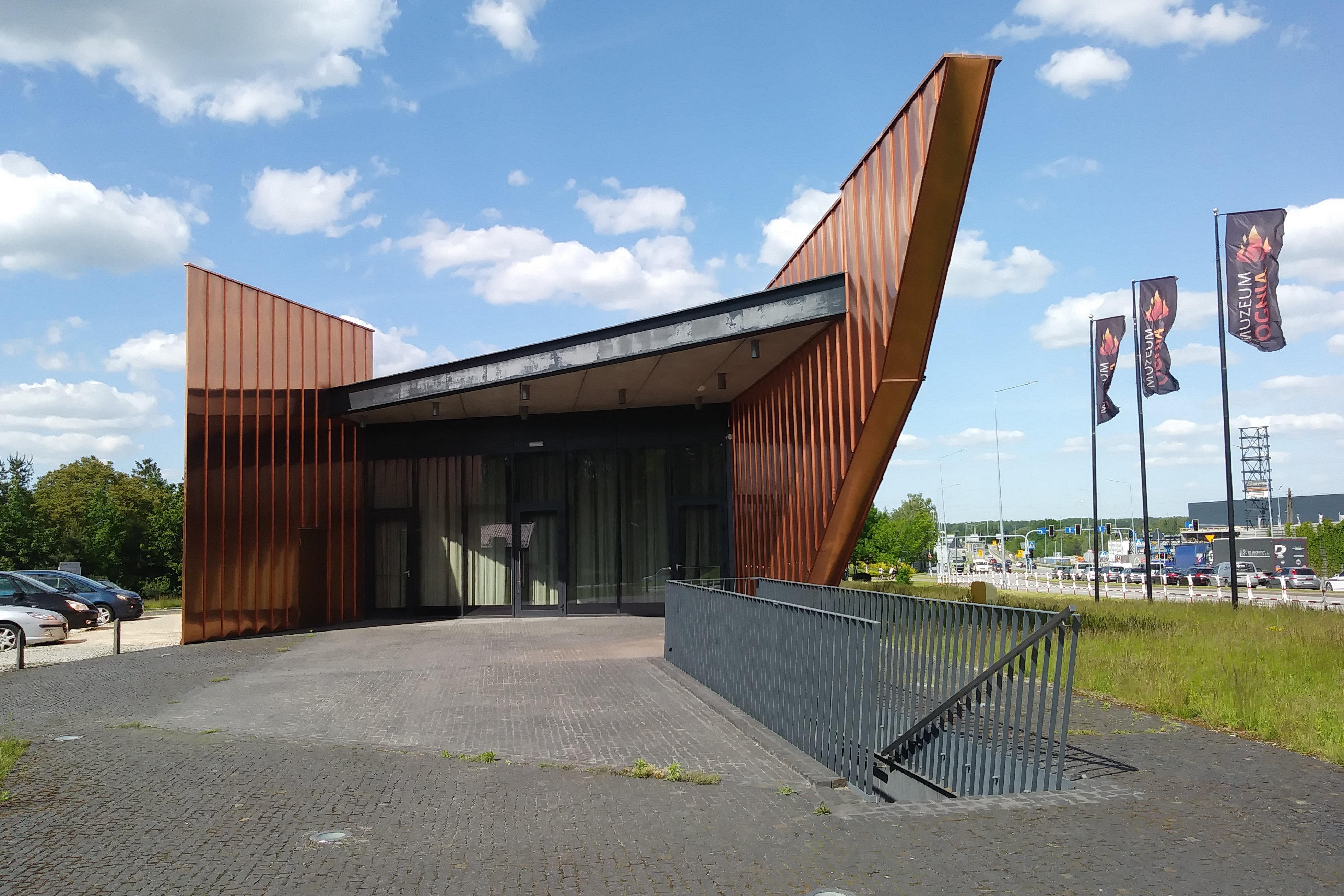
Wejście od południa (2020)
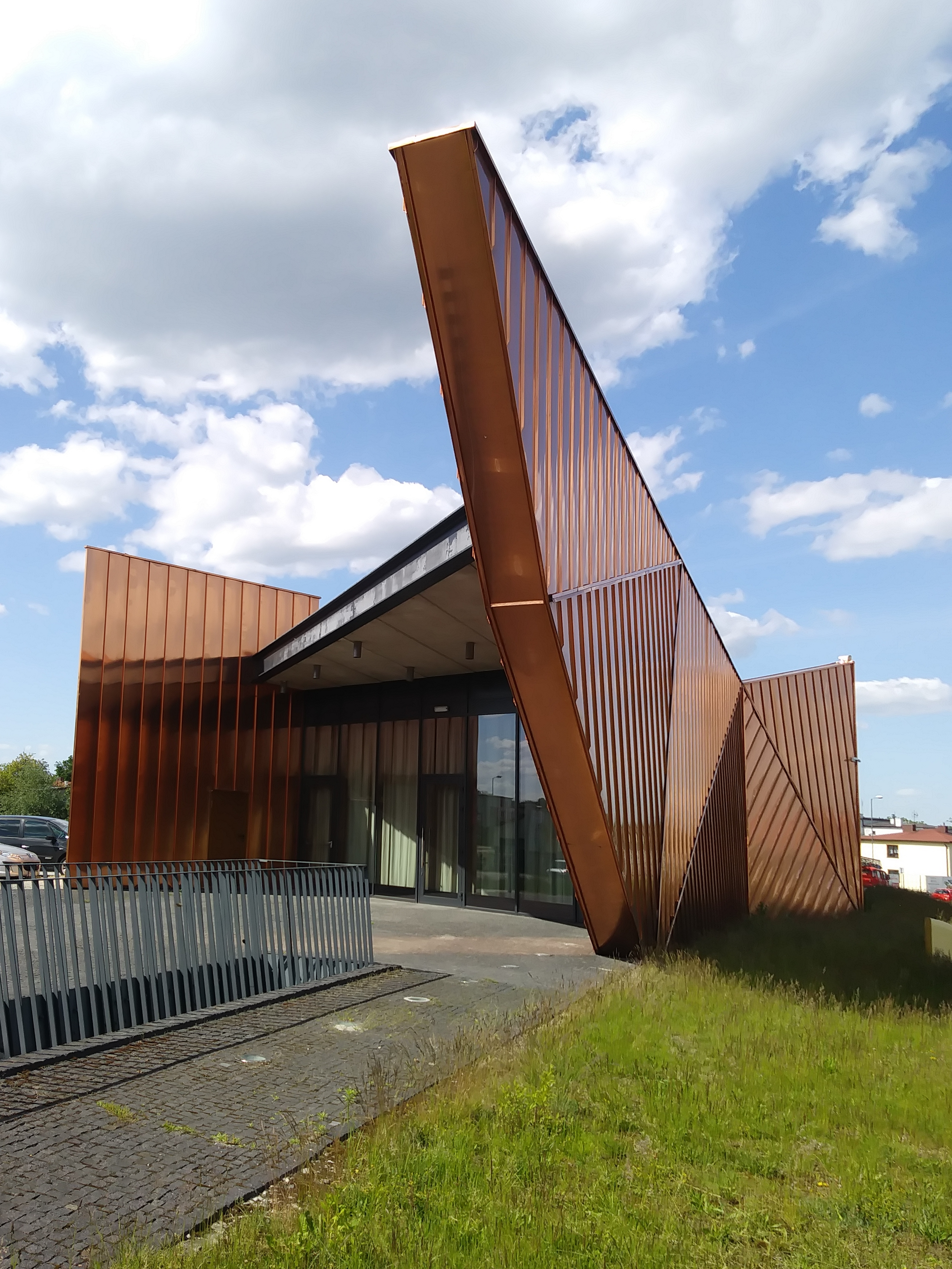
Wejście od południa (2020)
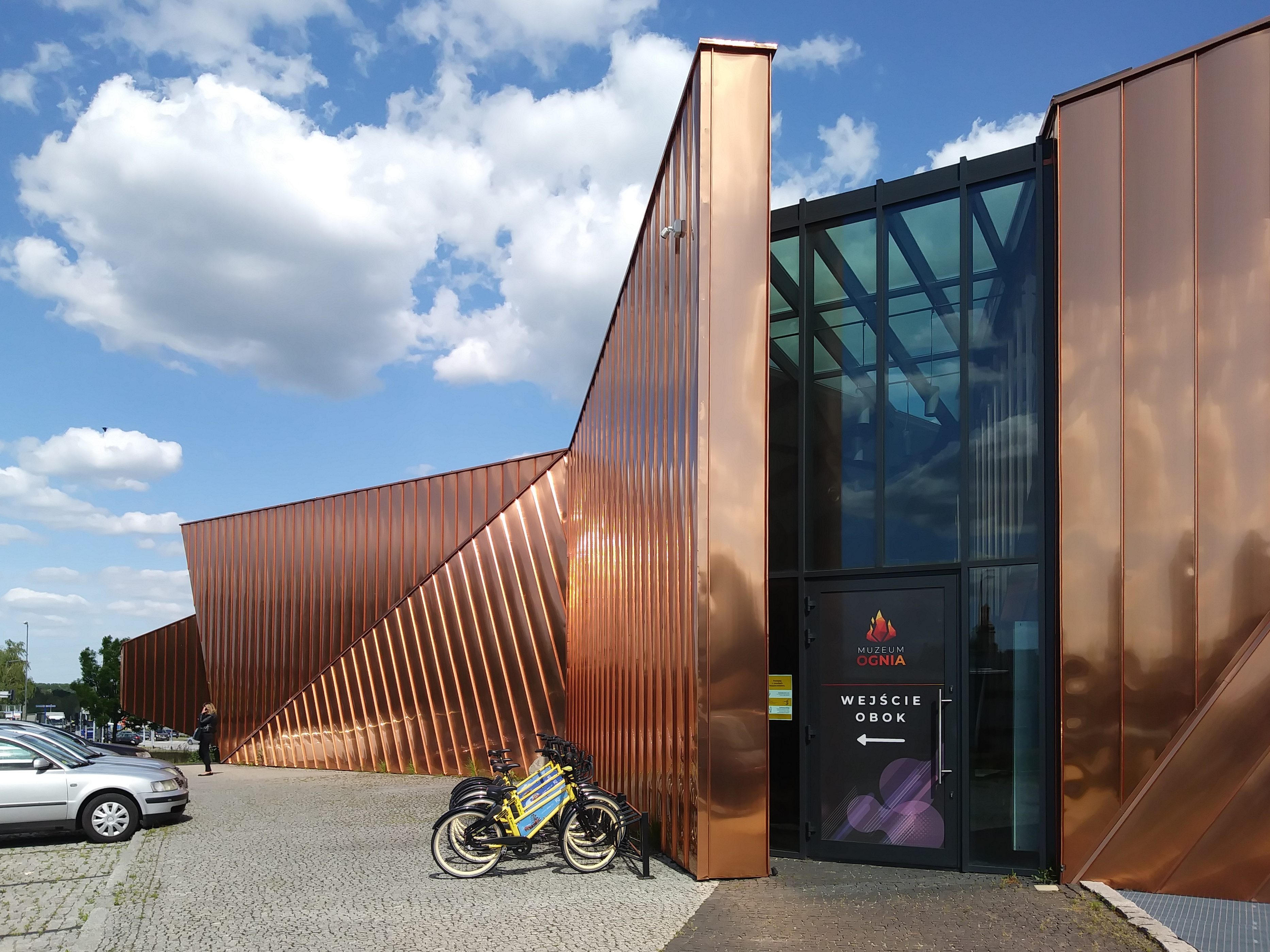
Wejście od zachodu (2020)
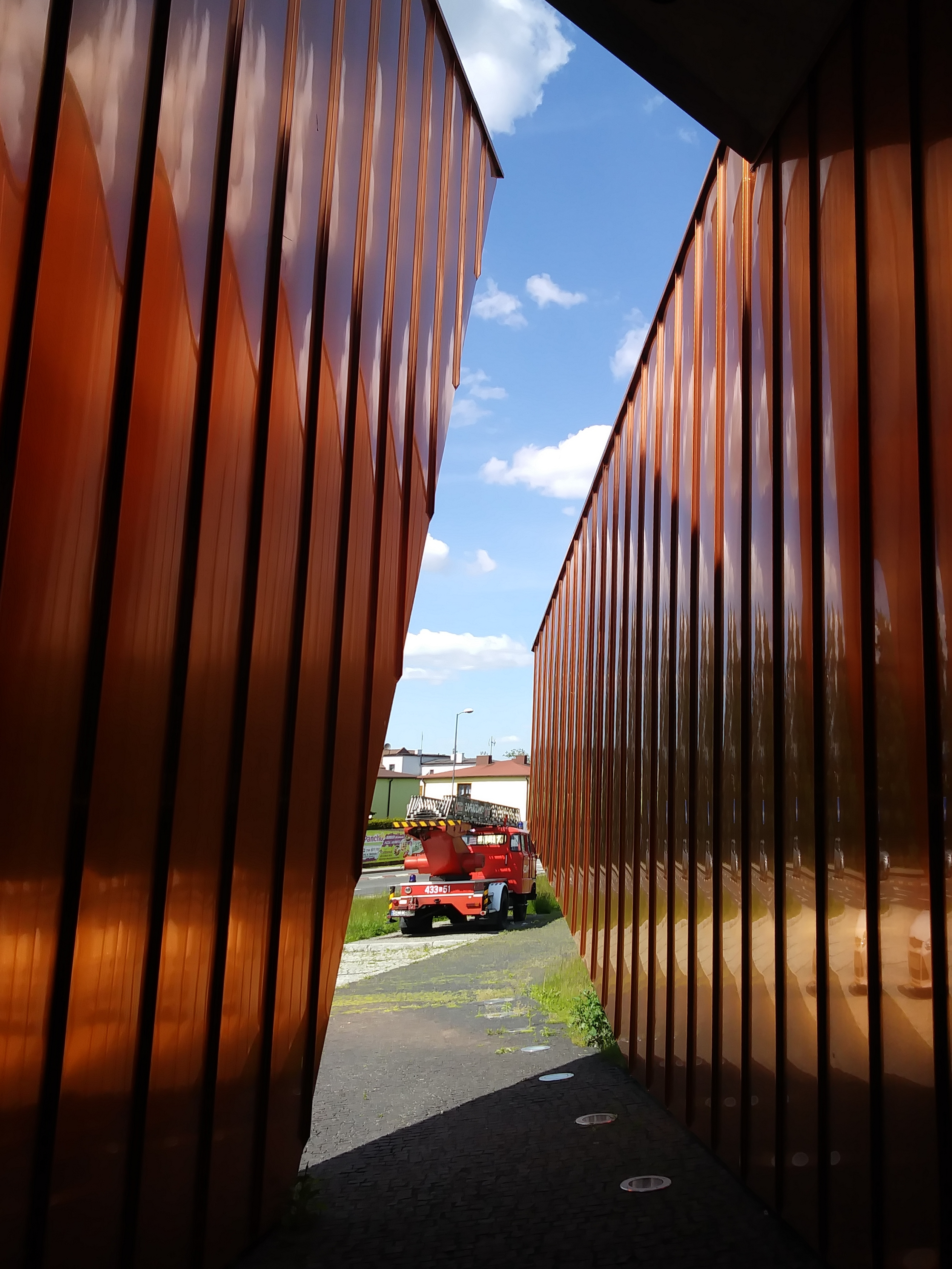
Widok od wejścia północnego (2020)
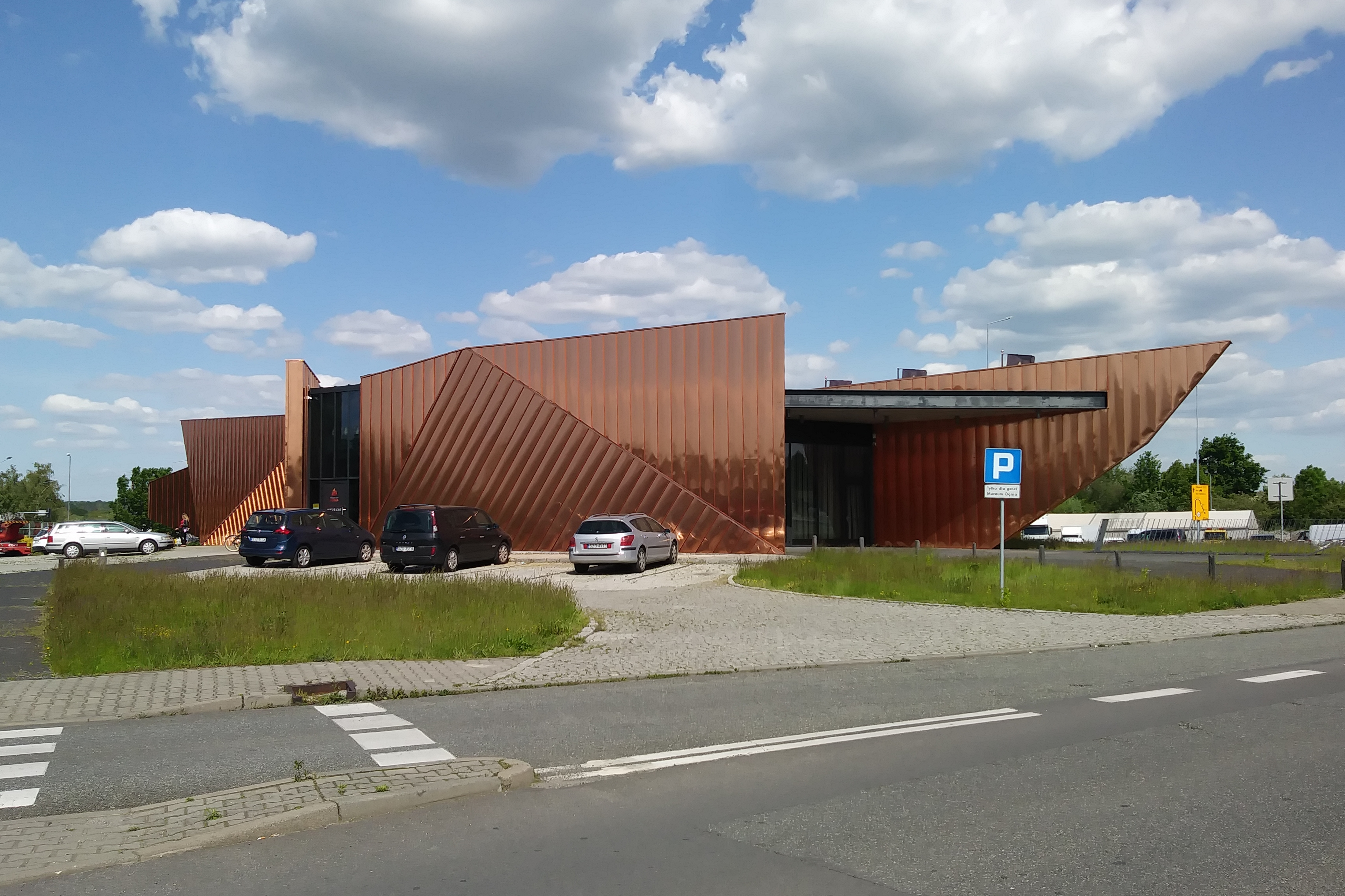
Widok z południowego zachodu (2020)
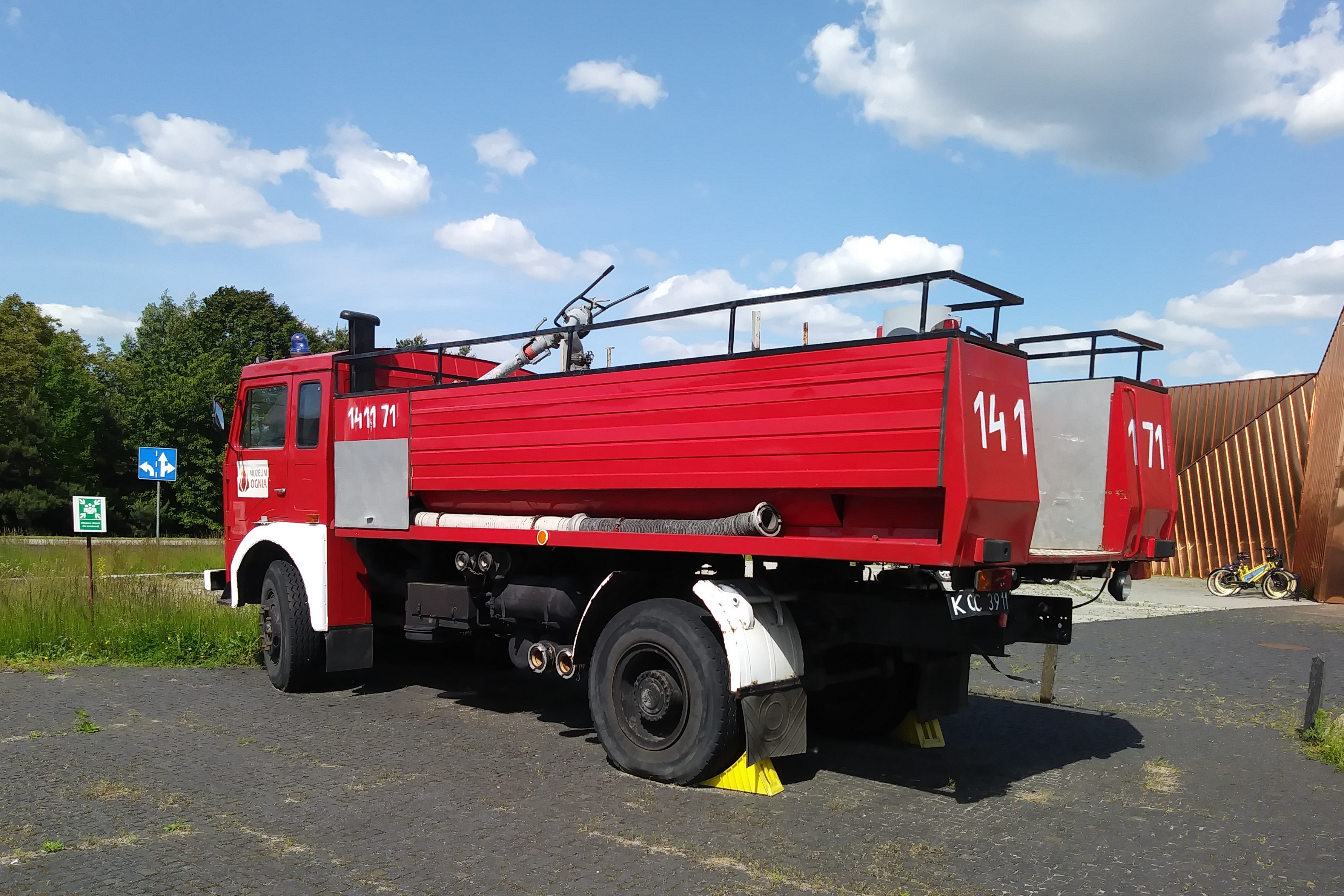
Wóz strażacki Jelcz P325 ustawiony przy muzeum (2020)
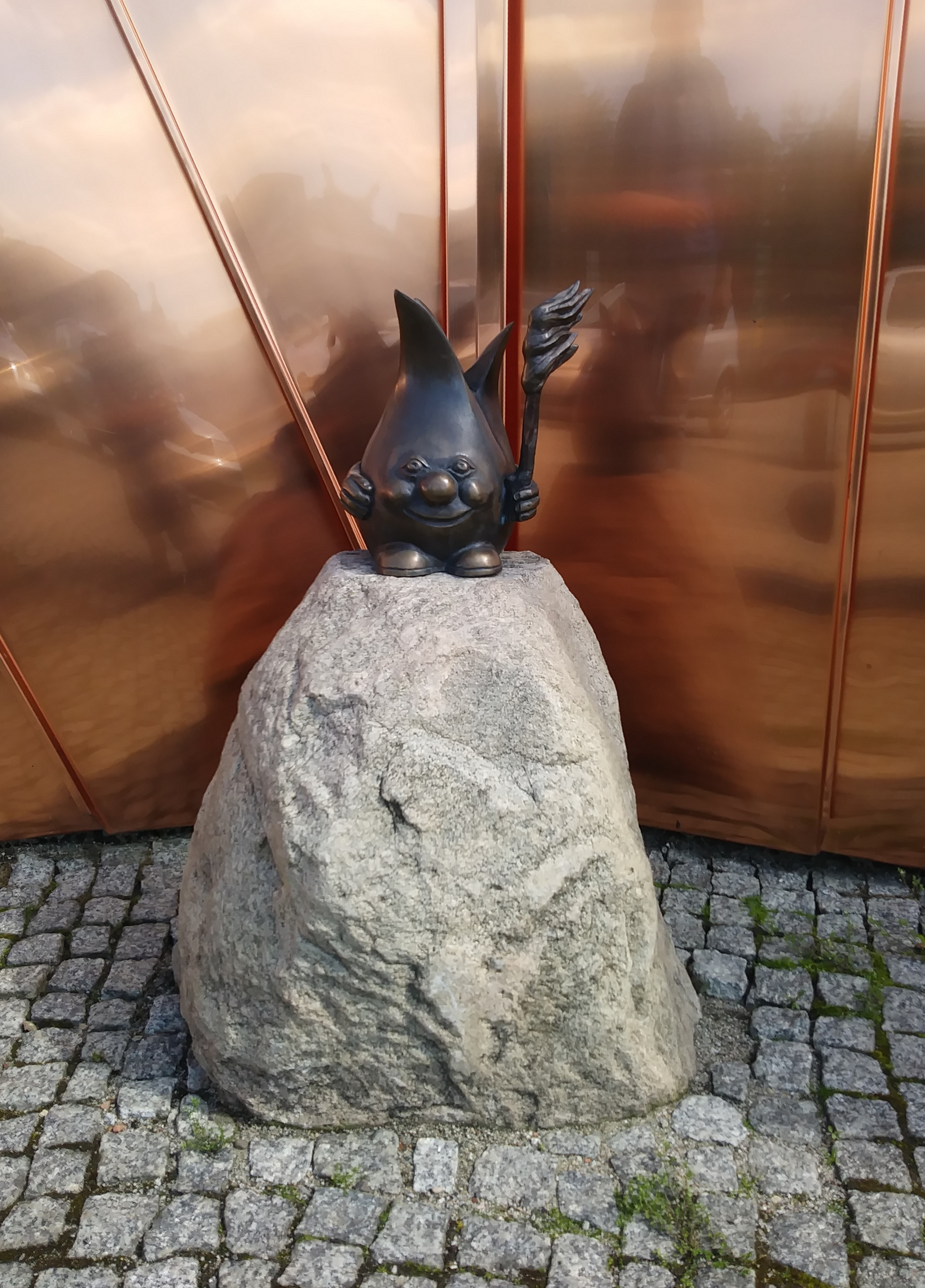
Żorek z płonącą pochodnią przy muzeum (2020)